# Пономаренко Олександр Анатолійович
Олекса́ндр Анато́лійович Пономаре́нко — старший сержант Збройних сил України, учасник російсько-української війни.

## Життєпис
У мирний час працював різноробочим. Під час Євромайдану на Грушевського зазнав контузії через вибух світло-шумової гранати, під час сутичок з «Беркутом» — черепно-мозкову травму. Активіст сумської «Свободи», доброволець, воює в складі добровольчого підрозділу «Карпатська Січ».

## Нагороди
За особисту мужність і героїзм, виявлені у захисті державного суверенітету та територіальної цілісності України, вірність військовій присязі під час російсько-української війни нагороджений орденом «За мужність» III ступеня (4.12.2014);
За особистий внесок у зміцнення обороноздатності Української держави, мужність, самовідданість і високий професіоналізм, виявлені під час виконання військового обов'язку, та з нагоди Дня Збройних Сил України нагороджений орденом «За мужність» II ступеня (2.12.2016).